# جوزيف ويلسون (لاعب كريكت)
جوزيف ويلسون (11 فبراير 1869 في أستراليا - 26 أغسطس 1938) (بالإنجليزية: Joseph Wilson)‏ هو لاعب كريكت أسترالي.

## وصلات خارجية
- جوزيف ويلسون (لاعب كريكت) على موقع إي آس بي آن كريك إنفو (الإنجليزية)